# Anthaxia lucia
Anthaxia lucia es una especie de escarabajo del género Anthaxia, familia Buprestidae. Fue descrita científicamente por Bílý en 2006.